# Zudikey Rodríguez
Zudikey Rodríguez Núñez (née le 14 mars 1987 à Valle de Bravo, État de Mexico) est une athlète mexicaine, spécialiste d'abord du 400 m puis du 400 m haies.

## Biographie
Lors des Jeux d'Amérique centrale et des Caraïbes de 2010, alors qu'elle avait remporté le titre sur 400 mètres haies et le bronze sur 4 × 400 mètres, Zudikey Rodríguez est contrôlée positive et disqualifiée. Elle sera suspendue 6 mois.
Elle remporte le titre ibéro-américain de 2014 à São Paulo. Son meilleur temps sur 400 m haies est de 55 s 78 obtenu à Mexico en 2014.

## Palmarès
| Date | Compétition                                      | Lieu           | Résultat | Épreuve     | Temps         |
| ---- | ------------------------------------------------ | -------------- | -------- | ----------- | ------------- |
| 2007 | Jeux panaméricains                               | Rio de Janeiro | 2e       | 4 × 400 m   | 3 min 27 s 75 |
| 2007 | Championnats du monde                            | Osaka          | 8e       | 4 × 400 m   | 3 min 29 s 14 |
| 2008 | Championnats ibéro-américains                    | Iquique        | 1re      | 400 m       | 52 s 14       |
| 2008 | Championnats ibéro-américains                    | Iquique        | 1re      | 4 × 400 m   | 3 min 33 s 27 |
| 2008 | Championnats d'Amérique centrale et des Caraïbes | Cali           | 2e       | 4 × 400 m   | 3 min 29 s 94 |
| 2010 | Championnats ibéro-américains                    | San Fernando   | 1re      | 400 m haies | 56 s 33       |
| 2010 | Championnats ibéro-américains                    | San Fernando   | 2e       | 4 × 400 m   | 3 min 32 s 96 |
| 2011 | Jeux panaméricains                               | Guadalajara    | 5e       | 4 × 400 m   | 3 min 40 s 07 |
| 2013 | Championnats d'Amérique centrale et des Caraïbes | Morelia        | 3e       | 400 m haies | 58 s 12       |
| 2013 | Championnats d'Amérique centrale et des Caraïbes | Morelia        | 2e       | 4 × 400 m   | 3 min 34 s 52 |
| 2014 | Championnats ibéro-américains                    | São Paulo      | 1re      | 400 m haies | 56 s 64       |
| 2018 | Jeux d'Amérique centrale et des Caraïbes         | Barranquilla   | 2e       | 400 m haies | 55 s 11       |

### Records
| Épreuve          | Performance  | Lieu              | Date            |
| ---------------- | ------------ | ----------------- | --------------- |
| 400 mètres       | 51 s 75      | San José del Cabo | 22 mai 2010     |
| 400 mètres haies | 55 s 11 (NR) | Barranquilla      | 31 juillet 2018 |